# 事故 (松本清張)
「事故」（じこ）は、松本清張の推理小説。『別冊黒い画集』第1話として『週刊文春』に連載され（1962年12月31日・1963年1月7日合併号 - 1963年4月15日号）、1963年9月に単行本『事故-別冊黒い画集1』収録の一作として、文藝春秋新社（ポケット文春）より刊行された。
これまで5回テレビドラマ化されている。

## あらすじ
東京・杉並区の会社重役・山西省三の家に、運送会社のトラックが突っ込み、門と玄関を破壊する事故が発生した。運送会社で事故処理を担当している高田京太郎は、山西邸を訪問するが、妻の山西勝子が事故を起こした運転手を気遣うなど、揉めることなく、予想より安い損害賠償での妥結に成功した。ところが、事故の5日後、トラックの運転手・山宮健次の死体が、山梨県・小淵沢駅近くの釜無川の断崖で発見された。現場付近から凶器は発見されず、有力な容疑者も浮上せず、捜査は難航する。
他方、翌日の15時ごろ、甲府市北西部の千代田湖畔で、永福興信所所員・浜口久子の絞殺死体が発見された。甲府署に急行した永福興信所所長・田中幸雄から、捜査員は、浜口が湯村温泉で建設会社の専務・高橋太郎の不倫現場を張り込んでいたことを聞く。
「死体の発見されたのは一日違うだけだから、この二つの事件がうまく結び合うと面白いんですがね」。しかし犯人は終始捜査圏外に置かれ、捜査本部は両方の線が接着するものを何も発見できずに解散する。

## 登場人物
- 原作における設定を記述。

田中幸雄
私立探偵社・永福興信所の所長。
山西勝子
杉並区の甲州街道近くに住む山西省三の妻。私立女子大卒で育ちの良い女性。
山西省三
化学繊維メーカー・平和化繊の重役。T大卒。キャバレーの女を愛人に持つ。
浜口久子
永福興信所の所員。こつこつと真面目に調べるのが取柄と評される。独身。
山宮健次
協成貨物のトラック運転手。運転するトラックを山西勝子の家に突入させる。
高田京太郎
協成貨物の車両係。事故処理を専任し、玄関を破壊された山西邸を訪問する。
佐々行雄
協成貨物のトラック運転手。殺人事件前夜に山宮健次のトラックに同乗する。
高橋太郎
光輪建設の専務。浜口京子の尾行対象。社内不倫で湯村温泉に宿泊する。

## エピソード
- 小説家の阿刀田高は「興信所の仕事は、それ自体が秘密と背中合わせに動いている。調査員が事件そのものの渦中に入りかねない側面を持っている。この田中所長も、調査を続けるうちに、ついうっかり危険な秘密に入り込んでしまう。そればかりではない。それを、自分の事務所の部下に調べさせ、その報告を自分で見守るという、ややこしい構造…。- 清張さんは、このあたりから作品を組み立てたのではあるまいか」と推測している[1]。

## テレビドラマ

### 1972年版
「真昼の月」のタイトルで、1972年4月10日から6月16日まで13時30分 - 13時45分にフジテレビ系にて放送された。全50回。東海テレビ制作昼の帯ドラマ。
キャスト
- 市川和子
- 土屋嘉男
- 下條正巳
- 小沢紗季子（小沢寿美恵）
- 水村泰三
- 露原千草
- 池田和歌子
- 中川美穂子
- 高田裕史

スタッフ
- 脚本：竹村勇太郎
- 監督：斎村和彦、葛生雅美
- 音楽：渡辺宙明
- 制作：東海テレビ

| 東海テレビ制作 昼ドラマ【前番組よりカラー作品】 | 東海テレビ制作 昼ドラマ【前番組よりカラー作品】 | 東海テレビ制作 昼ドラマ【前番組よりカラー作品】 |
| 前番組                                          | 番組名                                          | 次番組                                          |
| ----------------------------------------------- | ----------------------------------------------- | ----------------------------------------------- |
| むらさき心中 （1972年1月10日 - 4月7日）         | 真昼の月 （1972年4月10日 - 6月16日）            | 夏からの手紙 （1972年6月19日 - 9月15日）        |

### 1975年版
「松本清張シリーズ・事故」のタイトルで、1975年11月8日20時 - 21時10分にNHKの「土曜ドラマ」枠にて放送された。原作者の松本清張が出演した。視聴率15.9%（ビデオリサーチ調べ、関東地区）。
キャスト
- 加納和郎：田村高廣
- 山西三千代：山本陽子
- 高田悠蔵：佐野浅夫
- 浜口久子：野際陽子
- 山西省三：渡辺文雄
- 山宮健次：火野正平
- 佐々：千昌夫
- 高田の妻：加藤土代子
- 捜査課員：前沢迫雄
- 刑事：安藤三男
- 協成貨物社員：無双信
- 高田の息子：樋田康
- 山西の女：中山久美子
- 興信所事務員：東島祐子
- 遊園地の整備員：松本清張（クレジット無し）

スタッフ
- 脚本：田中陽造
- 演出：松本美彦
- 音楽：眞鍋理一郎
- 美術：斎藤博己
- 制作：NHK

| NHK 土曜ドラマ                              | NHK 土曜ドラマ                          | NHK 土曜ドラマ                                            |
| 前番組                                      | 番組名                                  | 次番組                                                    |
| ------------------------------------------- | --------------------------------------- | --------------------------------------------------------- |
| 松本清張シリーズ 愛の断層 （1975年11月1日） | 松本清張シリーズ 事故 （1975年11月8日） | 平岩弓枝シリーズ この町の人 （1975年11月22日 - 12月13日） |

### 1982年版
「松本清張の事故」のタイトルで、1982年6月5日21時2分 - 22時51分にテレビ朝日系の「土曜ワイド劇場」枠にて放送された。視聴率は23.8%（ビデオリサーチ調べ、関東地区）。DVD化されている。
キャスト
- 田中幸雄（呉興信所所長）：山口崇
- 山西勝子：松原智恵子
- 浜田久子（フリーの調査員）：宮下順子
- 高橋太郎（光輪建設専務）：中尾彬
- 加藤初子：伊佐山ひろ子
- 協成貨物社長：江幡高志
- 木村（山梨県警甲府署刑事）：本郷直樹
- 小宮健次（協成貨物運転手）：河原裕昌
- 塚原あけみ（赤坂のクラブホステス）：五十嵐美恵子
- 山西夫妻の近所の主婦：溝口順子、泉よし子、城山いずみ
- 山西省三（繊維会社監査役/勝子の夫）：仲谷昇
- 彩田（山梨県警甲府署捜査係長） / ナレーション：植木等
- 野村昇史、柏木隆太、中平良夫、松井範雄、渡辺真、山崎健一、大後守、山井達雄、小寺大介

スタッフ
- 脚本：猪又憲吾
- プロデューサー：吉津正（テレビ朝日）、柳田博美（大映テレビ）、中間正成（大映テレビ）
- 監督：富本壮吉
- 音楽：津島利章
- 撮影：浅井宏彦
- 制作：大映テレビ、テレビ朝日

| テレビ朝日系列 土曜ワイド劇場 | テレビ朝日系列 土曜ワイド劇場   | テレビ朝日系列 土曜ワイド劇場                 |
| 前番組                        | 番組名                          | 次番組                                        |
| ----------------------------- | ------------------------------- | --------------------------------------------- |
| 偽りの花嫁 （1982年5月29日）  | 松本清張の事故 （1982年6月5日） | 逆転誘拐 （原作：草野唯雄） （1982年6月12日） |

### 2002年版
「松本清張スペシャル・事故」のタイトルで、2002年7月9日21時3分 - 23時24分に日本テレビ系の「火曜サスペンス劇場」枠にて放送された。事件の舞台を群馬県と新潟県に設定している。DVD化されている。
キャスト
- 田中幸雄（田中探偵事務所の調査員）：古谷一行
- 山西美保（会社重役の妻）：斉藤慶子
- 田中久子（田中探偵事務所所長で幸雄の妻）：十朱幸代
- 高田京太郎（保険会社「東京ライフ保険」の社員）：金田明夫
- 高田真弓（高田の妻）：角替和枝
- 宮島健次（トラック運転手）：松田洋治
- 山西省三（美保の夫）：鶴見辰吾
- 富樫浩一（群馬県警の刑事）：平泉成
- 棚橋和博（警視庁捜査一課の刑事）：大口広司
- 宮島茂（宮島の父）：二瓶鮫一
- 赤い傘の女：松嶋尚美
- 阿部祐子（美保の友人）：蜷川みほ
- 宮島たき（宮島の母）：服部妙子
- 武藤清治（新潟県警の署長）：丸岡奨詞
- 中村義春（富樫の部下）：塩川健司
- 橋本（不動産屋）：鶴田忍
- 小沢直美：森本更紗
- 医者：加島潤
- 宮島の上司：小川隆一
- 菅原あき、丸山秀美、栗原智紀、丸野保、中平良夫、横尾香代子、山根大周、望月昭治、南雲二三雄、一藤木愛

スタッフ
- 企画：酒井浩至
- 脚本：荒井晴彦
- チーフプロデューサー：増田一穂（日本テレビ）
- プロデューサー：伊藤祥二（日本テレビ）、大野哲哉（日本テレビ）、武田功（松竹）、矢島孝（松竹）
- 監督：三村晴彦
- 音楽：丸谷晴彦
- 選曲：合田豊
- ロケ協力：箱根湯本温泉 玉庭、伊香保温泉 ホテル長竹、伊香保温泉 古久家、海老名総合病院、オークラフロンティアホテル海老名 ほか
- 技術協力：神奈川メディアセンター、ギルド・ジャパン
- 企画協力：菊地実（ナック）
- 音楽協力：日本テレビ音楽
- 制作協力：シネマハウト
- 制作著作：松竹
- 制作：日本テレビ

| 日本テレビ系列 火曜サスペンス劇場 | 日本テレビ系列 火曜サスペンス劇場        | 日本テレビ系列 火曜サスペンス劇場 |
| 前番組                            | 番組名                                   | 次番組                            |
| --------------------------------- | ---------------------------------------- | --------------------------------- |
| 警部補 佃次郎15 （2002年7月2日）  | 松本清張スペシャル 事故 （2002年7月9日） | 臨床心理士6 （2002年7月16日）     |

### 2012年版
「松本清張没後20年特別企画 事故〜黒い画集〜」のタイトルで、2012年12月12日21時 - 22時48分にテレビ東京系「水曜ミステリー9」枠にて放送された。運送会社社長・高田京太郎を主人公として事件の謎を追跡するストーリー設定。
キャスト
- 高田京太郎（トラック運送会社「協成貨物」社長) ：高橋克実
- 浜口亜紀子（浜口久子の妹。ドラマオリジナルキャラクター。）：京野ことみ
- 高田育代（高田京太郎の妻）：原日出子
- 田中幸雄（「永福探偵社」所長）：近藤芳正
- 山西勝子（専業主婦。トラックに突っ込まれた家の妻。）：野村真美
- 六条幹男（甲府中央署刑事）：大杉漣
- 浜口久子（「永福探偵社」社員）：山下容莉枝
- 宮下健次（「協成貨物」運転手）：斉藤祥太
- 山西省三（勝子の夫）：近江谷太朗
- 高橋太郎（「光輪土木」専務）：伊藤正之
- 中瀬政信（小淵沢中央署刑事）：松澤一之
- 古野正行（小淵沢中央署刑事）：坂本真
- 小野田剛（甲府中央署刑事）：阿部亮平
- 中込久三（「協成貨物」運転手）：おかやまはじめ
- 吉野君子（「永福探偵社」事務員）：山野海
- 浜口菜摘（久子の娘）：春日香音
- 佐々行雄（「協成貨物」運転手）：松江健
- 潟山セイキ、野口千優、酒井正弘

スタッフ
- 脚本：田子明弘
- 監督：星田良子
- 警察監修：吉川祐二
- ロケ協力：富士の国やまなしフィルムコミッション、北杜市フィルムコミッション、裾野市生涯学習センター（ゆうあいプラザ）、秦野市みや古食堂 ほか
- 技術協力：バスク、ジースタッフ
- 美術協力：山崎美術
- 照明協力：サンライズアート
- 音楽協力：テレビ東京ミュージック
- 音響効果：スポット
- 企画協力：ナック（菊池実）
- チーフプロデューサー：小川治（テレビ東京）
- プロデュース：橋本かおり（テレビ東京）、椿宜和、冨田英樹
- 製作：テレビ東京、BSジャパン、角川映画

| テレビ東京系列 水曜ミステリー9                   | テレビ東京系列 水曜ミステリー9                               | テレビ東京系列 水曜ミステリー9         |
| 前番組                                           | 番組名                                                       | 次番組                                 |
| ------------------------------------------------ | ------------------------------------------------------------ | -------------------------------------- |
| 監察医・篠宮葉月 死体は語る12 （2012年11月28日） | 松本清張没後20年特別企画 事故〜黒い画集〜 （2012年12月12日） | 作家探偵・山村美紗2 （2012年12月19日） |